# Leptagoniates pi
Leptagoniates pi är en fiskart som beskrevs av Vari, 1978. Leptagoniates pi ingår i släktet Leptagoniates och familjen Characidae. Inga underarter finns listade i Catalogue of Life.